# Rolkarski film
Rolkarski filmi so filmi z rolkarsko vsebino. Dolgi so od 15 do 60 minut, povprečno okoli 30. So najpomembnejši način promocije poklicnih rolkarjev in podjetij, ki jih sponzorirajo. V rolkarskih filmih rolkarji prikažejo svoje trike in slog življenja.
Rolkarski filmi so sestavljeni iz delov rolkarjev, ki so po navadi dolgi okoli 3-5 minut (dolžino ene pesmi). Drugače so sestavljeni turnejski in dokumentarski filmi in video revije. Za rolkarske filme je značilno tudi, da se po seznamu sodelujočih odvrti še kopica humornih posnetkov, ki so nastali med snemanjem, ki so mnogokrat enake dolžine, kot cel prejšnji del filma.
Rolkarski filmi predstavljajo pomeben medij sporazumevanja med rolkarji po celem svetu: rolkarji vidijo nove trike, se navdušijo za hitrejši napredek ali v njih iščejo inspriacijo. Mnogi si tudi izberejo kak del katerega rolkarja in ga gledajo dnevno. Edina ovira za razširitev rolkarskih filmov je njihova razmeroma visoka cena.

## Vrste rolkarskih filmov
- Promocijski filmi so krajši navadni rolkarski filmi, ki so namenjeni promociji podjetja in so prvi filmski izdelek podjetja ali distributerja. Izdajo jih, ko imajo dovolj dobro ekipo, vendar pa še nimajo veliko posnetkov. Po navadi sledi snemanje za celoten rolkarski film.
- Turnejski film posnamejo na rolkarskih turnejah, ki jih orgarnizirajo podjetja ali posamezniki. Zaporedje rolkarjev tukaj po navadi ni določeno in se prepletajo skozi celoten film. V ospredju je prikaz časovnega traku potovanja in lokacije.
- Video revije izhajajo periodično in prikazujejo dogodke preteklih mesecev podobno kot to delajo rolkarske revije, le da je vse skupaj v filmski obliki. Večina jih je razdeljena na članke za boljšo preglednost.
- Rolkarski filmi so sestavljeni iz delov rolkarjev in raznih vložkov iz rolkarskega življenja le-teh.
- Dokumentarni filmi niso zelo pogosti. Tisti, ki obstajajo portretirajo življenja rolkarjev in njihove boje z avtoriteto.